# Adrián Cruz Juncal
Adrián Cruz Juncal (Moaña, Pontevedra, 18 de julio de 1987) es un futbolista español que actúa como centrocampista y juega en el CD Arenteiro. Es primo de los también futbolistas Iago Aspas, Jonathan Aspas y Raúl Blanco.

## Trayectoria
Su trayectoria comenzó en el Pontevedra CF en la temporada 2009-10 y siguió en el Polideportivo Ejido (2009-10), Pontevedra CF (2010-2011), Montañeros CF (2011-2012), Marino de Luanco (2012-2013), CD Ourense (2013-2014) y Racing de Ferrol (2013-2014).
En 2015, el centrocampista llegó a Osasuna libre y procedente del Racing de Ferrol. En el equipo gallego jugó 24 partidos y anotó cuatro goles.
Adrián Cruz fue fichado para la temporada 2015-16 por el CA Osasuna, pero tuvo muy pocos minutos de juego (solo ha participó en cuatro partidos), ya que estuvo sin ejercitarse con el equipo desde finales de noviembre por una lesión de tobillo y firmó en el mercado de invierno por la UD Logroñés. El jugador fue cedido por Osasuna a la UD Logroñés de la Segunda división B, donde jugaría hasta el 30 de junio con el objetivo de ascender a la Liga Adelante.
En 2016, El Real Murcia incorpora al jugador, procedente del UD Logroñés, donde jugó playoff de ascenso.
En 2017 ficha por el Burgos C.F., donde jugará a las órdenes del entrenador vasco Patxi Salinas.

## Clubes
| Club             | País   | Temporada | Categoría          | Parts. | Goles |
| ---------------- | ------ | --------- | ------------------ | ------ | ----- |
| Pontevedra CF    | España | 2009-2010 | Segunda B          | 17     | 2     |
| CP Ejido         | España | 2009-2010 | Segunda B          | 12     | 0     |
| Pontevedra CF    | España | 2010-2011 | Segunda B          | 25     | 0     |
| Montañeros CF    | España | 2011-2012 | Segunda B          | 27     | 2     |
| Marino de Luanco | España | 2012-2013 | Segunda B          | 29     | 6     |
| CD Ourense       | España | 2013-2014 | Segunda B          | 24     | 1     |
| Racing de Ferrol | España | 2014-2015 | Segunda B          | 27     | 4     |
| Osasuna          | España | 2015-2016 | Segunda División   | 3      | 0     |
| UD Logroñés      | España | 2015-2016 | Segunda B          | 7      | 0     |
| Real Murcia      | España | 2016-2017 | Segunda B          | 19     | 0     |
| Burgos CF        | España | 2017-2018 | Segunda B          | 30     | 1     |
| Burgos CF        | España | 2018-2019 | Segunda B          | 26     | 1     |
| CD Guijuelo      | España | 2019-2020 | Segunda B          | 15     | 0     |
| Pontevedra CF    | España | 2019-2020 | Segunda B          | 3      | 0     |
| Pontevedra CF    | España | 2020-2021 | Segunda B          | 13     | 0     |
| CD Arenteiro     | España | 2021-2022 | Segunda Federación | 17     | 1     |